# Yetter
Yetter is een plaats (city) in de Amerikaanse staat Iowa, en valt bestuurlijk gezien onder Calhoun County.

## Demografie
Bij de volkstelling in 2000 werd het aantal inwoners vastgesteld op 36.
In 2006 is het aantal inwoners door het United States Census Bureau geschat op 32, een daling van 4 (-11,1%).

## Geografie
Volgens het United States Census Bureau beslaat de plaats een oppervlakte van
0,3 km², geheel bestaande uit land. Yetter ligt op ongeveer 375 m boven zeeniveau.

## Plaatsen in de nabije omgeving
De onderstaande figuur toont nabijgelegen plaatsen in een straal van 20 km rond Yetter.